# 格氏洋舌鮃
格氏羊舌鮃為輻鰭魚綱鰈形目鰈亞目鮃科的其中一種，為温帶海水魚，分布於地中海海域，棲息在底層水域，生活習性不明。

## 扩展阅读
維基物種上的相關：格氏羊舌鮃